# Madman Across the Water
Madman Across the Water è il sesto album (e il quarto in studio) dell'artista britannico Elton John, pubblicato il 5 novembre 1971.

## Il disco
L'album fu registrato in tempi brevissimi ed è, insieme a Tumbleweed Connection, il picco qualitativamente più alto della produzione di Elton John. Evidentissimi i grandi arrangiamenti orchestrali di Paul Buckmaster; il produttore è ancora una volta Gus Dudgeon. Realizzato in buona parte nell'arco di una quindicina di giorni, nella pausa tra un tour e il successivo, è la dimostrazione dello stato di grazia del duo John/Taupin in quegli anni: i brani sono semplicemente geniali, anche sul piano tecnico, rasentano la perfezione stilistica, e l'ermeticità dei testi di Bernie Taupin spicca in molte canzoni. Pezzi come, per esempio, Tiny Dancer, Levon, Madman Across the Water, Indian Sunset, Holiday Inn e Goodbye sono unanimemente considerate dei capolavori e sono molto lodate da larghissima parte della critica. La title track doveva essere originariamente inclusa nel precedente album Tumbleweed Connection. Tuttavia fu messa da parte e venne infine inserita nel disco successivo, a cui diede anche il titolo. Uno dei demo del pezzo realizzato nelle sessioni di Tumbleweed può essere ascoltato nella raccolta del 1992 Rare Masters.
Alcuni tra i più grandi session men dell'epoca furono chiamati ad accompagnare Elton, che intanto era notevolmente sotto pressione a causa dell'enorme e improvviso successo che gli era cascato addosso in meno di due anni.
Curiosamente, l'album fu, inizialmente, quasi ignorato dalla critica e dal pubblico; solo più tardi, arrivò a raggiungere l'ottavo posto nella classifica degli Stati Uniti e il 41° in quella del Regno Unito (in Italia raggiunse il quattordicesimo posto).
Al giorno d'oggi viene considerato un album fondamentale, non solo nella discografia di Elton John, ma anche nell'intera storia del rock.

## Tracce
Tutte le canzoni dell'album sono firmate Elton John/Bernie Taupin.
1. Tiny Dancer – 6:17
2. Levon – 6:12
3. Razor Face – 4:44
4. Madman Across the Water – 5:58
5. Indian Sunset – 6:47
6. Holiday Inn – 4:18
7. Rotten Peaches – 4:59
8. All the Nasties – 5:10
9. Goodbye – 1:52

## Formazione
- Elton John - voce, pianoforte
- Roger Pope - batteria, percussioni
- Brian Odgers - basso
- Nigel Olsson - batteria, cori
- Dee Murray - basso, cori
- Jack Emblow - fisarmonica
- Terry Cox - batteria
- Rick Wakeman - organo Hammond
- Barry Morgan - batteria
- Ray Cooper - percussioni
- Dave Glover - basso
- Mike Egan - chitarra acustica
- Lesley Duncan - chitarra acustica, cori
- Chris Lawrence - basso
- Les Tatcher - chitarra acustica
- Caleb Quaye - chitarra acustica
- B. J. Cole - steel guitar
- Herbie Flowers - basso
- Davey Johnstone - chitarra acustica, mandolino, sitar
- Chris Spedding - chitarra
- Diana Lewis - sintetizzatore, ARP
- Brian Dee - harmonium
- Roger Cook, Lesley Duncan, Terry Steele, Liza Strike, Tony Burrows, Barry St. John, Tony Hazzard, Sue & Sunny - cori

## Classifiche
Album
| Anno | Classifica               | Posizione |
| ---- | ------------------------ | --------- |
| 1972 | UK Album Chart           | 41        |
| 1972 | Billboard USA Pop Albums | 8         |

Singoli
| Anno | Singoli     | Classifica               | Posizione |
| ---- | ----------- | ------------------------ | --------- |
| 1972 | Levon       | Billboard US Pop Singles | 24        |
| 1972 | Tiny Dancer | Billboard US Pop Singles | 41        |